# Camelon

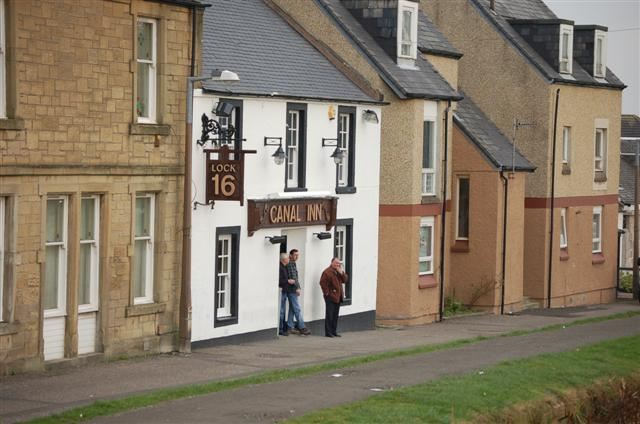
Canal Street

Camelon [ˈkəmələn], lågskotska: Caimlan, skotsk gaeliska: Camlann, är en ort i centrala Skottland, tillhörande Falkirks kommun. Orten utgör en förort till Falkirk, belägen i floden Forths dal, omkring 2 kilometer väster om centralorten. Camelons tätort hade 4 508 invånare vid 2001 års folkräkning.

## Kommunikationer
Genom orten går vägen A803. Strax söder om orten ligger Falkirkhjulet, en båtlyft som förenar Forth-Clydekanalen med Union Canal. Ortens järnvägsstation ligger på linjen mellan Falkirk och Glasgow respektive Dunblane, och orten har goda kommunikationer genom sitt läge mellan Glasgow och Edinburgh.